# Tiberius Gemellus

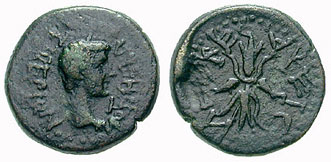
Tiberius Gemellus, zeitgenössische Darstellung auf einer Münze

Tiberius Iulius Caesar Nero (* 19; † 37 oder 38), genannt Tiberius Gemellus, war ein Sohn des jüngeren Drusus und der Livilla und somit ein Enkel des Tiberius und ein Vetter Caligulas. Den Beinamen Gemellus („Zwilling“) erhielt er, weil er mit Tiberius Germanicus Caesar einen Zwillingsbruder hatte, der bereits als Kind starb.
Bisweilen wird angenommen, dass der wahre Vater der Zwillinge der Prätorianerpräfekt Lucius Aelius Seianus gewesen sein könnte, da er zu dieser Zeit der Geliebte von Livilla war.

## Leben

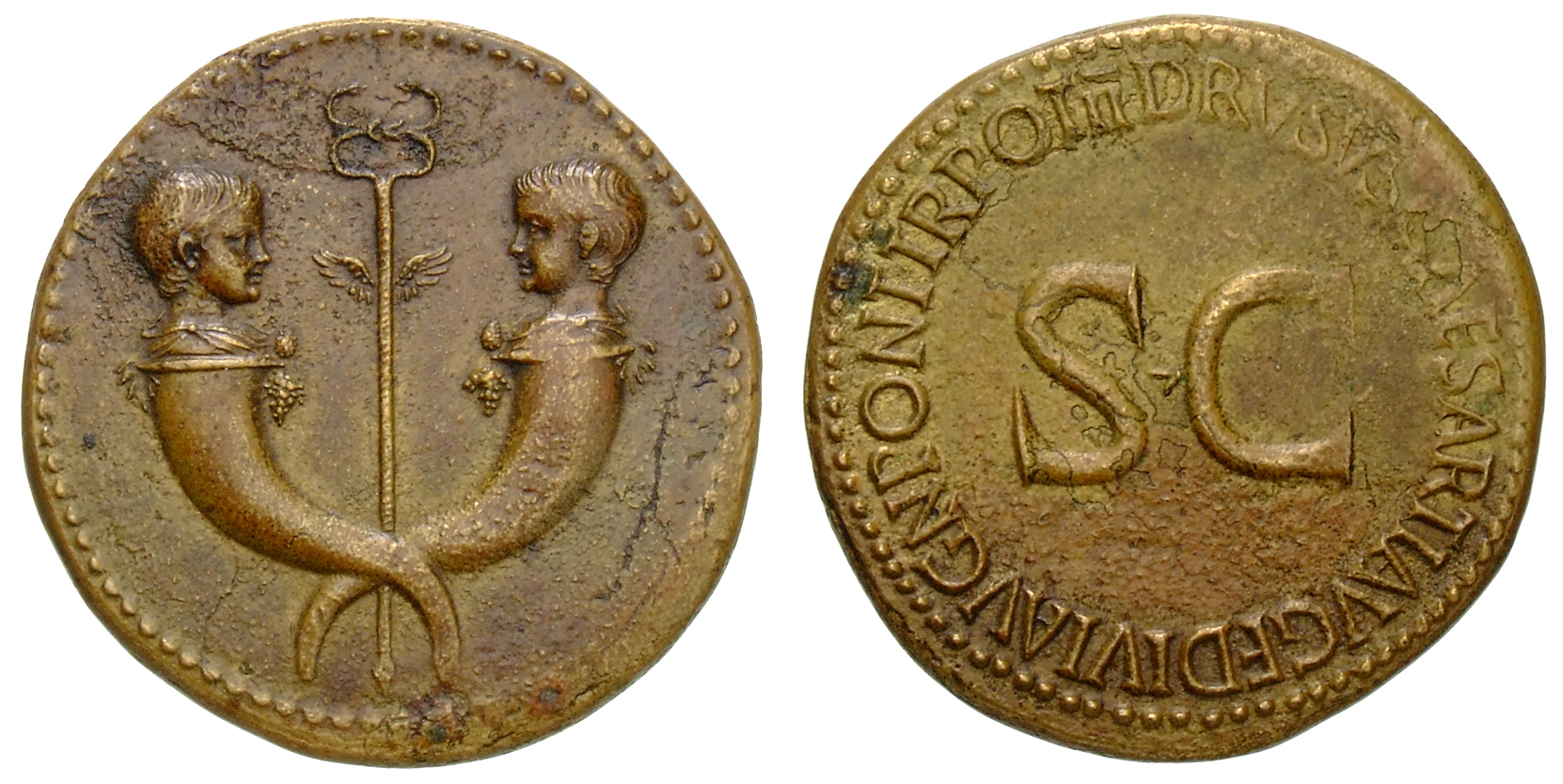
Münze des Tiberius von 22/23 n. Chr.; auf der Vorderseite dargestellt sind zwei Füllhörner, aus denen die Büsten von Tiberius Gemellus und seinem Bruder Germanicus hervorwachsen

Sein Vater Drusus starb unter mysteriösen Umständen, als Gemellus vier Jahre alt war. Es wird angenommen, dass er auf Veranlassung von Seianus vergiftet wurde. Seine Mutter Livilla wurde im Dezember des Jahres 31 hingerichtet, nachdem sie zuvor von Seianus’ verstoßener Ehefrau Apicata der Mittäterschaft am Tod von Drusus bezichtigt worden war.
Über das Leben des Gemellus ist nicht viel bekannt, da er von der kaiserlichen Familie weitgehend ignoriert wurde. Dies zeigte sich etwa darin, dass eine der wesentlichen Stationen seiner Jugend, die Verleihung der toga virilis, erst im Alter von 18 Jahren gefeiert wurde – das übliche Alter dafür war 14.
Im Alter von zwölf Jahren wurde Gemellus zusammen mit seinem Vetter Caligula auf die Insel Capri gerufen, wo Tiberius lebte. Der Kaiser machte beide zu gemeinsamen Erben, aber es war deutlich, dass Tiberius Caligula gegenüber Gemellus bevorzugte.
Tiberius starb am 16. März 37 und Caligula wurde Kaiser. Kurze Zeit später machte er Gemellus zu seinem Adoptivsohn, eine Geste, die nicht lange hielt. Auf Caligulas Befehl hin wurde Gemellus Ende 37 oder Anfang 38 getötet oder zum Selbstmord gezwungen, weil er verdächtigt wurde, eine Krankheit des Kaisers ausgenutzt zu haben, um sich gegen ihn zu verschwören.